# 1956 w muzyce
Wydarzenia muzyczne w 1956 roku.

## Wydarzenia
- 6–12 sierpnia – I Festiwal Muzyki Jazzowej w Sopocie
- 10–20 października – I Międzynarodowy Festiwal Muzyki Współczesnej „Warszawska Jesień”

## Urodzili się
- 1 stycznia – Ziad Rahbani, libański kompozytor, pianista i wokalista (zm. 2025)
- 4 stycznia – Bernard Sumner, brytyjski gitarzysta, klawiszowiec i wokalista Joy Division i New Order
- 8 stycznia – Archie Roach, aborygeński piosenkarz, autor tekstów i gitarzysta (zm. 2022)
- 9 stycznia – Waltraud Meier, niemiecka śpiewaczka operowa (mezzosopran, sopran dramatyczny)
- 11 stycznia
  - Big Bank Hank, amerykański raper (zm. 2014)
  - Jan Pilch, polski perkusista, profesor sztuk muzycznych (zm. 2022)
  - Jisra’el Jinnon, izraelski dyrygent (zm. 2015)
- 14 stycznia – Étienne Daho, francuski piosenkarz, autor tekstów i producent muzyczny
- 16 stycznia – Greedy Smith, australijski wokalista, członek zespołu Mental As Anything (zm. 2019)
- 17 stycznia – Cristina, amerykańska piosenkarka (zm. 2020)
- 18 stycznia
  - Ralf Bursy, niemiecki piosenkarz popowy i rockowy, producent muzyczny (zm. 2022)
  - Christoph Prégardien, niemiecki śpiewak operowy (tenor)
  - Jack Sherman, amerykański gitarzysta, członek zespołu Red Hot Chili Peppers (zm. 2020)
- 23 stycznia – Ralph Carney, amerykański piosenkarz, kompozytor, klarnecista i saksofonista jazzowy (zm. 2017)
- 1 lutego – Exene Cervenka, amerykańska wokalistka i aktorka
- 3 lutego – Lee Ranaldo, amerykański gitarzysta, wokalista i współzałożyciel rockowego zespołu Sonic Youth
- 5 lutego – Vinnie Colaiuta, amerykański perkusista
- 7 lutego
  - Krzysztof Mandziara, polski gitarzysta rockowy i blues-rockowy
  - Rose-Marie, północnoirlandzka piosenkarka, aktorka, osobowość telewizyjna (zm. 2024)
  - Mark St. John, amerykański gitarzysta, członek zespołu Kiss (zm. 2007)
- 8 lutego – Steve Kindler, amerykański skrzypek, aranżer i kompozytor; prekursor gry na 9-strunowych skrzypcach elektrycznych
- 11 lutego – Didier Lockwood, francuski skrzypek jazzowy (zm. 2018)
- 13 lutego – Peter Hook, brytyjski basista nowofalowych zespołów Joy Division i New Order
- 16 lutego – James Ingram, amerykański piosenkarz, producent muzyczny i multiinstrumentalista
- 23 lutego – Paul O’Neill, amerykański kompozytor, producent muzyczny i autor piosenek (zm. 2017)
- 29 lutego – Marek Sochacki, polski muzyk, autor, kompozytor, piosenkarz, bard, animator kultury i pedagog (zm. 2012)
- 3 marca
  - Tomasz Bajerski, polski kompozytor, pianista i akompaniator
  - Michał Kulenty, polski kompozytor i saksofonista jazzowy (zm. 2017)
- 4 marca – Kermit Driscoll, amerykański basista jazzowy
- 5 marca – Teena Marie, amerykańska piosenkarka, autorka tekstów, kompozytorka i producentka (zm. 2010)
- 8 marca – Rubby Pérez, właśc. Roberto Antonio Pérez Herrera, dominikański piosenkarz merengue (zm. 2025)
- 12 marca – Simon Emmerson, angielski muzyk, kompozytor, bandleader (zm. 2023)
- 14 marca – Sławomir Kaczorowski, polski kompozytor i pedagog
- 16 marca
  - Robert Black, amerykański kontrabasista i pedagog (zm. 2023)
  - Vladimír Godár, słowacki kompozytor, pisarz i tłumacz książek o historii muzyki
  - Monika Swarowska-Walawska, polska śpiewaczka operowa (sopran), primadonna Opery Krakowskiej, pedagog (zm. 2020)
- 17 marca
  - Jerzy Łaba, polski perkusista rockowy i jazzowy; instruktor muzyczny i nauczyciel gry na perkusji (zm. 2022)
  - Ryszard Węgrzyn, polski gitarzysta, członek zespołu Kwadrat (zm. 2017)
- 21 marca – Jerzy Kaszuba, polski muzyk akordeonista, pedagog, profesor sztuk muzycznych
- 22 marca – Joanna Mądroszkiewicz, polska skrzypaczka i poetka (zm. 2014)
- 31 marca – Angelo Conti, włoski piosenkarz i gitarzysta (zm. 2018)
- 24 marca – Wiesław Weiss, polski dziennikarz muzyczny
- 1 kwietnia
  - Maciej Augustyn, polski historyk i autor większości tekstów piosenek zespołu KSU
  - Lech Jankowski, polski kompozytor muzyki teatralnej i filmowej, malarz
- 2 kwietnia – Ibrahim Sylla, francuska czarnoskóra producentka muzyczna (zm. 2013)
- 3 kwietnia – Miguel Bosé, hiszpański piosenkarz, kompozytor, aktor i reżyser
- 6 kwietnia
  - Normand Corbeil, kanadyjski kompozytor, autor ścieżki dźwiękowej do gry Heavy Rain (zm. 2013)
  - Hal Willner, amerykański producent muzyczny (zm. 2020)
- 7 kwietnia – Adriana Mesteș, rumuńska śpiewaczka operowa (sopran) (zm. 2020)
- 8 kwietnia
  - Robin George, właśc. Robin Charles George Sidebotham, brytyjski gitarzysta i wokalista rockowy oraz producent muzyczny (zm. 2024)
  - Wojciech Groborz, polski pianista jazzowy
  - Justin Sullivan, brytyjski wokalista, gitarzysta, klawiszowiec i autor tekstów, lider zespołu New Model Army
- 9 kwietnia – Jerzy Chruściński, polski muzyk i kompozytor, głównie muzyki teatralnej
- 14 kwietnia – Barbara Bonney, amerykańska śpiewaczka operowa (sopran)
- 18 kwietnia – Rien Djamain, indonezyjska piosenkarka, wokalistka jazzowa
- 19 kwietnia – Paul Day, angielski muzyk, pierwszy wokalista zespołu Iron Maiden (zm. 2025)
- 20 kwietnia – Mayra Caridad Valdés, kubańska wokalistka jazzowa (zm. 2019)
- 22 kwietnia – Jukka-Pekka Saraste, fiński dyrygent i skrzypek
- 23 kwietnia – Albert One, włoski piosenkarz i producent italo disco (zm. 2020)
- 26 kwietnia – Wojciech Konikiewicz, polski pianista, keyboardzista, organista, gitarzysta, gitarzysta basowy, producent muzyczny
- 27 kwietnia
  - Eleni, polska piosenkarka greckiego pochodzenia
  - Dagmar Patrasová, czeska aktorka i piosenkarka
- 29 kwietnia
  - Wołodymyr Kuźmenko, ukraiński śpiewak operowy (tenor) (zm. 2018)
  - Style Scott, jamajski perkusista reggae, producent nagrań (zm. 2014)
  - Ryszard Wieczorek, polski muzykolog, profesor nauk humanistycznych, nauczyciel akademicki
- 4 maja
  - Sharon Jones, amerykańska piosenkarka soul (zm. 2016)
  - Barrie Masters, angielski wokalista punk-rockowy, muzyk zespołu Eddie and the Hot Rods (zm. 2019)
- 5 maja – Marva Hicks, amerykańska aktorka i piosenkarka R&B (zm. 2022)
- 7 maja – Anne Dudley, angielska kompozytorka, aranżer, producentka muzyczna, dyrygentka, muzyk, współzałożycielka i filar grupy The Art of Noise
- 8 maja – Javier Álvarez, meksykański kompozytor (zm. 2023)
- 10 maja – Krzysztof Głuch, polski pianista jazzowy i bluesowy, także kompozytor oraz muzyk sesyjny
- 15 maja – Marek Wysocki, polski aktor i kompozytor (zm. 2017)
- 20 maja – Tyrone Downie, jamajski pianista i keyboardzista (zm. 2022)
- 26 maja – Krzysztof Olczak, polski kompozytor i akordeonista
- 27 maja – Paweł Markowski, polski perkusista, członek zespołu Maanam[1]
- 29 maja
  - La Toya Jackson, amerykańska piosenkarka, aktorka, autorka tekstów i modelka
  - Krzysztof Szmigiero, polski gitarzysta rockowy (zm. 2022)
- 1 czerwca
  - Lisa Hartman, amerykańska aktorka i producentka telewizyjna, kompozytorka i piosenkarka
  - Gordon Monahan, kanadyjski pianista, kompozytor muzyki eksperymentalnej i artysta dźwiękowy
- 3 czerwca – Edward Sielicki, polski kompozytor muzyki współczesnej i pedagog
- 5 czerwca – Kenny G, amerykański saksofonista i klarnecista
- 12 czerwca – Onutė Narbutaitė, litewska kompozytorka
- 14 czerwca
  - King Diamond, duński kompozytor i wokalista metalowy
  - Gianna Nannini, włoska piosenkarka popowa
- 18 czerwca
  - Dina, portugalska piosenkarka (zm. 2019)
  - John Scott, angielski organista i dyrygent (zm. 2015)
- 20 czerwca – Anton Fier, amerykański perkusista, producent, kompozytor i bandleader (zm. 2022)
- 23 czerwca
  - Randy Jackson, amerykański gitarzysta basowy, piosenkarz i producent muzyczny, uhonorowany nagrodą Grammy, juror programu American Idol
  - Sylvia McNair, amerykańska śpiewaczka operowa (sopran)
- 30 czerwca – Zeno Roth, niemiecki gitarzysta rockowy (zm. 2018)
- 4 lipca
  - Deon Estus, amerykański basista zespołu Wham! oraz projektów solowych George’a Michaela (zm. 2021)
  - Thomas Mensforth, angielski muzyk punkowy, wokalista zespołu Angelic Upstarts (zm. 2021)
- 9 lipca – Grażyna Orlińska, polska poetka, scenarzystka, autorka tekstów piosenek
- 15 lipca – Ian Curtis, brytyjski wokalista i autor tekstów nowofalowego zespołu Joy Division (zm. 1980)
- 6 sierpnia – Egil Kapstad, norweski pianista jazzowy, kompozytor i aranżer (zm. 2017)
- 13 sierpnia – Nora York, amerykańska piosenkarka, kompozytorka, performerka (zm. 2016)
- 17 sierpnia – Chris Tsangarides, brytyjski producent nagrań (zm. 2018)
- 29 sierpnia – Ryszard Latecki, polski kompozytor, multiinstrumentalista
- 4 września – Blackie Lawless, amerykański wokalista, gitarzysta i basista, założyciel heavymetalowej grupy W.A.S.P.
- 7 września
  - Ryszard Riedel, polski wokalista i autor tekstów piosenek, wieloletni lider zespołu Dżem (zm. 1994)
  - Diane Warren, amerykańska piosenkarka i kompozytorka muzyki country oraz pop
- 12 września – Marika Gombitová, słowacka piosenkarka i kompozytorka
- 13 września
  - Jürgen Bräuninger, południowoafrykański kompozytor (zm. 2019)
  - Joni Sledge, amerykańska piosenkarka zespołu Sister Sledge (zm. 2017)
- 14 września – Teodor Kukuruza, ukraiński poeta, piosenkarz i kompozytor (zm. 2022)
- 15 września
  - George Howard, amerykański saksofonista smooth jazzowy (zm. 1998)
  - Maggie Reilly, szkocka wokalistka znana ze współpracy z Mikiem Oldfieldem
- 17 września – Mandawuy Yunupingu, australijski muzyk rockowy, piosenkarz i gitarzysta aborygeńskiej grupy Yothu Yindi (zm. 2013)
- 20 września – Steve Coleman, amerykański improwizujący saksofonista jazzowy, kompozytor
- 22 września
  - Debby Boone, amerykańska piosenkarka i aktorka teatralna
  - David Krakauer, amerykański klarnecista, grający głównie muzykę klezmerską
- 3 października
  - Deborah Coleman, amerykańska piosenkarka bluesowa (zm. 2018)
  - Mieczysław „Mechanik” Jurecki, polski basista, gitarzysta, kompozytor i aranżer
  - Eiji Ōue, japoński dyrygent
- 13 października
  - Carl Michael von Hausswolff, szwedzki kompozytor muzyki elektronicznej, twórca instalacji artystycznych, kurator wystaw artystycznych
  - Sinan Sakić, serbski piosenkarz turbofolkowy narodowości romskiej (zm. 2018)
- 16 października – Marin Alsop, amerykańska dyrygentka i skrzypaczka
- 17 października – Wiktor Kucaj, polski klawiszowiec i kompozytor, muzyk zespołu RSC
- 23 października – Dianne Reeves, amerykańska wokalistka jazzowa
- 31 października – Bob Belden, amerykański saksofonista jazzowy, aranżer, kompozytor, lider zespołu i producent (zm. 2015)
- 2 listopada – Frank Kimbrough, amerykański pianista jazzowy (zm. 2020)
- 3 listopada – Robert Millord, polski muzyk rockowy, współzałożyciel zespołu Mech
- 5 listopada
  - Rob Fisher, brytyjski klawiszowiec i kompozytor (zm. 1999)
  - Lawrendis Macheritsas, grecki wokalista i gitarzysta rockowy (zm. 2019)
- 7 listopada – Michail Alperin, radziecki, mołdawski, ukraiński, norweski pianista i kompozytor jazzowy (zm. 2018)
- 10 listopada – Scott Columbus, amerykański perkusista metalowy, członek zespołu Manowar (zm. 2011)
- 28 listopada – Savage, właśc. Roberto Zanetti, włoski piosenkarz, muzyk nurtu italo disco oraz eurodance classic, producent muzyczny, kompozytor i biznesmen
- 29 listopada
  - Chris Bailey, australijski muzyk punkrockowy (zm. 2022)
  - Hinton Battle, amerykański aktor, piosenkarz, tancerz i instruktor tańca (zm. 2024)
- 30 listopada – Witek Łukaszewski, polski gitarzysta, wokalista, autor muzyki i tekstów, poeta oraz pisarz
- 1 grudnia – Julee Cruise, amerykańska piosenkarka i aktorka (zm. 2022)
- 3 grudnia – Marek Moś, polski dyrygent, skrzypek i kameralista
- 5 grudnia – Krystian Zimerman, polski pianista, dyrygent
- 6 grudnia
  - Peter Buck, amerykański gitarzysta, autor tekstów piosenek i współzałożyciel zespołu R.E.M.
  - Randy Rhoads, amerykański wirtuoz gitary z zespołu Ozzy’ego Osbourne’a (zm. 1982)
- 8 grudnia – Pierre Pincemaille, francuski organista i kompozytor (zm. 2018)
- 18 grudnia – Wiesław Grochowski, polski waltornista i pedagog
- 19 grudnia – Merzbow, japoński kompozytor muzyki eksperymentalnej
- 20 grudnia – Guy Babylon, amerykański klawiszowiec i kompozytor (zm. 2009)
- 23 grudnia – Dave Murray, brytyjski gitarzysta heavymetalowego zespołu Iron Maiden
- 24 grudnia – Maggie Boyle, angielska piosenkarka i flecistka folkowa (zm. 2014)
- 26 grudnia – Kashif, amerykański multiinstrumentalista, piosenkarz, kompozytor, autor piosenek i producent muzyczny (zm. 2016)
- 28 grudnia – Nigel Kennedy, angielski skrzypek

## Zmarli
- 3 stycznia – Aleksandr Grieczaninow, rosyjski kompozytor romantyczny (ur. 1864)
- 5 stycznia – Mistinguett, francuska aktorka i piosenkarka (ur. 1875)
- 15 stycznia – Bartolomé Pérez Casas, hiszpański kompozytor i dyrygent (ur. 1873)
- 27 stycznia – Erich Kleiber, austriacki kompozytor i dyrygent (ur. 1890)
- 2 lutego – Teodor Sobieski, polski dyrygent chóralny i pedagog (ur. 1884)
- 6 lutego – Joseph Rumshinsky, amerykański kompozytor pochodzenia żydowskiego (ur. 1879)
- 8 lutego – Waldemar Maciszewski, polski pianista (ur. 1927)
- 10 lutego – Leonora Speyer, amerykańska skrzypaczka i poetka, laureatka Nagrody Pulitzera (ur. 1872)
- 18 lutego – Gustave Charpentier, francuski kompozytor (ur. 1860)
- 22 lutego – Józef Reiss, polski muzykolog (ur. 1879)
- 27 lutego – Günther Ramin, niemiecki organista, dyrygent chóralny, kompozytor i pedagog (ur. 1898)
- 5 marca – Erich Itor Kahn, niemiecki kompozytor i pianista pochodzenia żydowskiego (ur. 1905)
- 11 marca – Siergiej Wasilenko, rosyjski kompozytor, dyrygent i pedagog (ur. 1872)
- 10 kwietnia – Józef Szulc, żydowski kompozytor, dyrygent, pianista-wirtuoz polskiego pochodzenia (ur. 1875)
- 12 kwietnia – Tadeusz Strumiłło, polski muzykolog i taternik (ur. 1929)
- 29 maja – Hermann Abendroth, niemiecki dyrygent i kompozytor (ur. 1883)
- 11 czerwca – Frankie Trumbauer, amerykański saksofonista jazzowy (ur. 1901)
- 23 czerwca – Reinhold Glière, rosyjsko-ukraiński kompozytor pochodzenia polsko-niemieckiego (ur. 1875)
- 26 czerwca
  - Clifford Brown, amerykański trębacz jazzowy (ur. 1930)
  - Richie Powell, amerykański pianista jazzowy (ur. 1931)
- 14 sierpnia – Jaroslav Řídký, czeski kompozytor, dyrygent, harfista i pedagog (ur. 1897)
- 27 sierpnia – Antoni Dobkiewicz, polsko-ukraiński muzyk i pedagog (ur. 1875)
- 30 sierpnia – José Antonio de Donostia, hiszpański zakonnik, kompozytor, organista i etnograf pochodzenia baskijskiego (ur. 1886)
- 31 sierpnia – Yves Nat, francuski pianista i kompozytor (ur. 1890)
- 21 września – Rigoberto López Pérez, nikaraguański bohater narodowy, poeta, muzyk, dziennikarz i lewicowiec (ur. 1929)
- 27 września – Gerald Finzi, brytyjski kompozytor (ur. 1901)
- 28 września – Walerian Bierdiajew, polski dyrygent (ur. 1885)
- 12 października – Lorenzo Perosi, włoski kompozytor muzyki sakralnej (ur. 1872)
- 26 października – Walter Gieseking, francuski pianista i kompozytor niemieckiego pochodzenia (ur. 1895)
- 1 listopada – Tommy Johnson, amerykański muzyk bluesowy (ur. 1896)
- 5 listopada – Art Tatum, amerykański pianista jazzowy (ur. 1909)
- 24 listopada – Guido Cantelli, włoski dyrygent (ur. 1920)
- 10 listopada – Victor Young, amerykański kompozytor muzyki filmowej (ur. 1901)
- 26 listopada – Tommy Dorsey, amerykański puzonista, kompozytor i kierownik orkiestry jazzowej, brat Jimmy’ego Dorseya (ur. 1905)
- 11 grudnia – Stefi Geyer, węgierska skrzypaczka (ur. 1888)

## Single
- Paul Anka wydał swój pierwszy singel – Strona A „I Confess” Strona B „BLAU-WILE-DEVEEST-FONTAINE”

## Albumy
- polskie
- zagraniczne
  - Blue Haze – Miles Davis
  - Elvis Presley – Elvis Presley
  - Shillelaghs and Shamrocks – Bing Crosby
  - Home on the Range – Bing Crosby
  - Blue Hawaii – Bing Crosby
  - High Tor – Bing Crosby, Julie Andrews oraz Everett Sloane
  - A Christmas Sing with Bing Around the World – Bing Crosby
  - Anything Goes – Bing Crosby, Donald O’Connor, Mitzi Gaynor oraz Zizi Jeanmaire
  - Songs I Wish I Had Sung the First Time Around – Bing Crosby
  - Bing Sings Whilst Bregman Swings – Bing Crosby
  - High Society – Bing Crosby, Frank Sinatra, Louis Armstrong, Grace Kelly, Celeste Holm oraz John Green

## Muzyka poważna
- I Festiwal Muzyki Współczesnej „Warszawska Jesień”

## Film muzyczny
- 13 kwietnia – odbyła się premiera filmu Anything Goes w reżyserii Roberta Lewisa, z udziałem Binga Crosby’ego i Donalda O’Connora
- 17 lipca – odbyła się premiera filmu Wyższe sfery w reżyserii Charlesa Waltersa
- 15 listopada – Kochaj mnie czule z udziałem Elvisa Presleya

## Nagrody
- Konkurs Piosenki Eurowizji 1956
  - „Refrain”, Lys Assia